# Cerianthus
Cerianthus Delle Chiaje, 1830 è un genere di celenterati antozoi della famiglia Cerianthidae.

## Tassonomia
Comprende le seguenti specie:
- Cerianthus bathymetricus Mosley, 1877
- Cerianthus brasiliensis Mello-Leitão, 1919
- Cerianthus filiformis Carlgren, 1924
- Cerianthus incertus Carlgren, 1932
- Cerianthus japonicus Carlgren, 1924
- Cerianthus lloydii Gosse, 1859
- Cerianthus malakhovi Molodtsova, 2001
- Cerianthus membranaceus (Gmelin, 1791)
- Cerianthus mortenseni Carlgren, 1924
- Cerianthus punctatus Uchida, 1979
- Cerianthus roulei Carlgren, 1912
- Cerianthus sulcatus Kwietniewski, 1898
- Cerianthus taedus McMurrich, 1910
- Cerianthus valdiviae Carlgren, 1912
- Cerianthus vogti Danielssen, 1890